# Baumgartner (Roman)
Baumgartner ist ein Roman von Paul Auster, der 2023 bei Grove Atlantic erschienen ist. Die deutsche Übersetzung von Werner Schmitz erschien im selben Jahr im Rowohlt-Verlag; das von Urs Remond gelesene Hörbuch folgte 2024 und erreichte den 1. Platz der hr2-Hörbuchbestenliste.

## Handlung
Seymour Tecumseh „Sy“ Baumgartner ist die Hauptfigur, ein alter Mann, der Probleme mit dem Gedächtnis hat. Er ist Professor in Princeton, „bekannter Autor von neun Büchern“ und zu Beginn des Buches mit einem Essay über Kierkegaard beschäftigt. Am Ende des Romans hat er sein Buch Rätsel des Steuers annähernd abgeschlossen. Baumgartner ist seit mehreren Jahren Witwer, nachdem seine langjährige Ehefrau Anna Blume gestorben ist. Das Buch enthält Erinnerungen an die Situation ihres Kennenlernens, ihre gemeinsame Zeit und Auszüge aus Annas Aufzeichnungen.

## Inhalt
Erzählt werden die Erlebnisse Baumgartners in fünf Kapiteln: an einem Tag im Frühjahr („der erste schöne Frühlingstag – der beste Tag des Jahres“), an einem weiteren Tag im Juni desselben Jahres (2018), in einem Zeitraum, der sechs Tage später beginnt, einen Tag, ein Jahr und einen Monat später und im Dezember 2019. Hinzu kommen gedankliche Ausflüge oder Erinnerungen an verschiedene Erlebnisse, die teilweise schon Jahrzehnte zurückliegen.
Ergänzend werden Textpassagen eingestreut, die Baumgartner in den Unterlagen seiner verstorbenen Frau gefunden hat, so Frankie Boyle über den ersten Freund von Anna, Spontane Selbstentzündung über die Vorgeschichte des Heiratsantrags von Baumgartner aus der Perspektive seiner Frau, aber auch Lebenslänglich, ein Text über zwei Seiten von Baumgartner selbst, der „dem Publikum“ hilft, „sich in die Gefühlslage unseres Helden in diesem einen Augenblick an diesem einen Tag hineinzuversetzen“.
Im fünften Kapitel wird die Ankunft einer Doktorandin vorbereitet, die sich mit ihrer Dissertation dem Werk von Anna Blume widmen will. In diesem Zusammenhang beginnt Baumgartner die überwiegend nicht veröffentlichten Unterlagen seiner verstorbenen Frau erneut durchzusehen und zu ordnen. Auch das seit ihrem Tod weitgehend vernachlässigte Haus und der Garten werden auf Vordermann gebracht, um der Doktorandin einen angenehmen Arbeitsaufenthalt zu ermöglichen.

## Rezeption
Anne-Dore Krohn bewertet das Buch auf rbbKultur und beschreibt den Stil mit „Erzählfäden, die gesponnen und dann wieder liegengelassen werden, ein abruptes Ende, assoziativ eingeschobene Episoden“ und findet: „Das trägt - aber nur, wenn man sich auf das Sprunghafte und Elliptische einlässt“.

## Ausgaben
- Baumgartner Grove Atlantic, Inc., New York 2023, ISBN 978-0-8021-6144-4
  - Übersetzung: Baumgartner. Dt. von Werner Schmitz. Rowohlt, Reinbek 2023, ISBN 978-3-498-00393-7